# Villaggio globale
La locuzione villaggio globale è stata usata per la prima volta da Marshall McLuhan, noto studioso delle comunicazioni di massa, nel 1964, nel suo saggio Gli strumenti del comunicare (titolo originale: "Understanding Media: The Extensions of Man") in cui, nel passaggio dall'era della meccanica a quella elettrica, ed alle soglie di quella elettronica, analizzava gli effetti di ciascun "medium" o tecnologia sui cambiamenti del modo di vivere dell'uomo.
Il mondo nuovo apertosi nel Novecento è per McLuhan caratterizzato da una decentralizzazione, che sposta il punto primario di interesse e di osservazione (e di finalizzazione) dalla soggettiva visione nella dimensione di villaggio, alla spersonalizzata visione globale, concetto che ampliò in "War and Peace in the Global Village" (1968), segnalando come la globalizzazione del villaggio "elettrico" apportasse e stimolasse più "discontinuità, e diversità, e divisione" di quanto non accadesse nel precedente mondo meccanico. 
Indicata da taluni come un ossimoro (per la compresenza di riferimenti ad unità geografiche minori e totali), la locuzione è divenuta di vastissima diffusione al sorgere di nuove tecnologie (prima delle quali Internet) che consentirono una facilitazione ed un'accelerazione delle comunicazioni umane di grande rilievo, divenendo quasi un sinonimo delle interconnessioni per la comunicazione e dei risultati che consentono. In questo senso, spesso senza riferimenti all'originario senso filosofico, la locuzione si applica sia per definire che il gigantesco globo si sia ridotto ad un ambito facilmente esplorabile al pari di un villaggio, sia che (almeno per la comunicazione) ciascun villaggio che lo compone abbia oggi abbattuto i suoi confini non più terminandosi, e dunque coincidendo con il globo.
Alla locuzione si fa in genere risalire il termine di globalizzazione.